# Berrias-et-Casteljau
Berrias-et-Casteljau é uma comuna francesa na região administrativa de Auvérnia-Ródano-Alpes, no departamento de Ardèche. Estende-se por uma área de 26,42 km², com environ 600 habitantes, segundo os censos de 2008, com uma densidade de 21 hab/km².